# Liste der Monuments historiques in Hunspach
Die Liste der Monuments historiques in Hunspach führt die Monuments historiques in der französischen Gemeinde Hunspach auf.

## Liste der Bauwerke
| Bezeichnung              | Beschreibung                                                        | Standort                      | Kennzeichnung | Schutzstatus | Datum     | Bild           |
| ------------------------ | ------------------------------------------------------------------- | ----------------------------- | ------------- | ------------ | --------- | -------------- |
| Ouvrage de Schoenenbourg | Artilleriewerk der Maginot-Linie, 1930 bis 1935; auch zu Ingolsheim | nordwestlich des Ortes (Lage) | PA00085308    | Inscrit      | 1992 1993 | weitere Bilder |